# Alphonse-Hubert de Latier de Bayane
Alphonse Hubert Guillaume de Latier, cardinal, comte puis duc de Bayane (né le 30 octobre 1739 à Valence (Dauphiné) et mort le 26 juillet 1818 à Paris), est un homme d'Église, diplomate et personnalité politique français des XVIIIe et XIXe siècles.

## Biographie

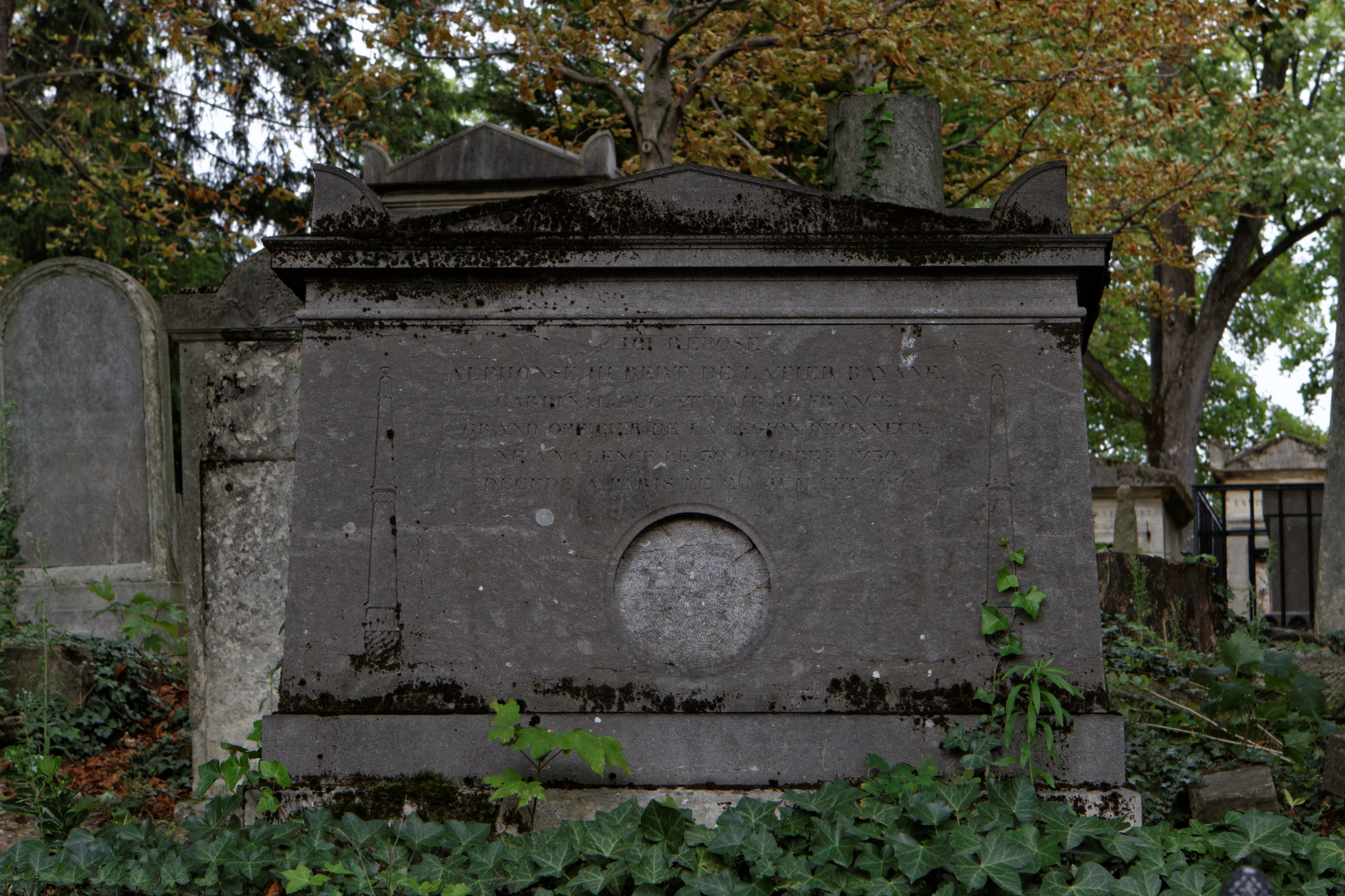
Tombe au cimetière du Père-Lachaise.

Né à Valence, en Dauphiné, le 30 octobre 1739, de Louis de Latier de Bayanne, marquis d'Orciens et de Catherine de Sibeud,, Alphonse Hubert de Latier de Bayane embrasse de bonne heure l'état ecclésiastique
Il était, en 1770, chanoine de l'église cathédrale de cette ville, vicaire général du diocèse de Coutances et abbé de Saint-Guilhem-le-Désert (ordre de Saint-Benoît), au diocèse de Rodez.
En 1777, il fut nommé auditeur de rote, pour la France, près la cour de Rome, « place qui conduit ordinairement au cardinalat », et exerça cette charge jusqu'en 1801. Il employa tous ses moyens pour hâter la conclusion du Concordat de 1801 : satisfait de lui, le pape Pie VII le crée cardinal in pectore le 23 février 1801. Sa nomination n'est annoncée officiellement que le 9 août 1802. « M. de Bayane, avant d'accepter cette dignité, en avait demandé la permission à S. M. Louis XVIII, alors (en émigration) à Mittau. » L'Empereur, quant à lui, le fit grand officier de la Légion d'honneur le 24 juillet 1805.
Après l'entrée des troupes françaises dans Rome (février 1808), le pape est amené à envoyer le cardinal de Bayanne en tant que légat à Paris, pour tenter un dernier effort de réconciliation. Celui-ci n'aura pas le temps d'arriver à Paris avant que les choses ne s'enveniment entre Napoléon Ier et le pape Pie VII. Depuis il resta constamment à Paris, et vivait dans la retraite, étant affligé d'une surdité très-forte.

Le cardinal de Bayane se vit élevé par Napoléon Ier à la dignité de membre du Sénat conservateur, le 5 avril 1813 et prêta serment à l'empereur, en cette qualité, le 11 avril. Voici les termes du message de Napoléon au Sénat, motivant cette nomination : 

« Le cardinal de Bayane, prélat distingué par ses vertus religieuses, l'étendue de ses lumières et les services qu'il a rendus à la patrie ; il a travaillé au concordat de Fontainebleau, qui complète les libertés de nos églises, œuvre commencée par saint Louis, continuée par Louis XIV, et achevée par Nous »

— Moniteur du 8 avril 1813, colonne 381.)
 Latier de Bayane fut créé, le 11 septembre de la même année, comte de l'Empire.
Comme il avait voté, peu de temps après, la création d'un gouvernement provisoire et la déchéance de l'Empereur et de sa famille (avril 1814), Louis XVIII le nomma pair de France (4 juin 1814). Le comte de Bayane accepta, ce qui ne l'empêche point, pendant les Cent-Jours (1er juin 1815), d'assister, « par ordre de Buonaparte », à la cérémonie du Champ de mai, célébrée par Mgr de Barral, archevêque de Tours.
N'ayant pas été compris dans la Chambre des pairs des Cent-Jours, il fut toutefois maintenu dans ses fonctions à la Chambre haute après le second retour de Louis XVIII mais il y refusa de siéger comme juge dans le procès du maréchal Ney (novembre 1815), se récusant « comme pair ecclésiastique ».
Le cardinal de Bayane vit au n°21 de la rue de Varenne. Il est décédé à Paris le 26 juillet 1818. Il est inhumé au cimetière du Père-Lachaise (25e division).

## Œuvre
On a de lui une brochure médicale, assez intéressante, intitulée : (la) Discorso sopra la malaria, Rome, 1793.

## Titres
- Comte de Latier Bayane et de l'Empire (lettres patentes du 11 septembre 1813, Saint-Cloud[9]) ;
  - Avec transmission à l'un de ses neveux[2] ;
- Pair de France[10] :
  - 4 juin 1814 (« à titre ecclésiastique ») ;
  - Maintenu à la seconde Restauration ;
  - Duc et pair ecclésiastique[4] (ordonnance royale du 21 août 1817[2]).

## Distinctions
- Grand officier de la Légion d'honneur[11] (24 juillet 1805[2]) ;

## Armoiries
| Figure | Blasonnement |
|        | Armes anciennes de la famille (de) Lat(t)ier D'azur, à 3 lacs d'amour (lacs tiers) d'argent ; au chef de même.,; Devise : La Foy, Le Roy, La Loy.,; Cri : Pour Trois. Les branches cadettes avaient changé les lacs d'amour en trois frettes,.                                                |
|        | Armes du cardinal de Latier de Bayane, pair de France D'azur, à 3 frettes d'argent ; au chef du même., Armes parlantes (« Ces armoiries sont parlantes, chaque frette étant une espèce de treillis formé par six lattes. »).                                                                  |
|        | Armes du comte de Latier Bayane et de l'Empire D'azur fretté d'argent, au chef du même chargé d'une étoile [soudée] d'or ; franc-quartier des comtes sénateurs brochant au neuvième de l'écu., - Livrées : les couleurs de l'écu. Il abandonna ces armes pour conserver celles de la famille. |